# Persone di cognome Long
| Questa pagina contiene informazioni ricavate automaticamente dalle voci biografiche con l'ausilio del template Bio e di un bot. L'aggiornamento è periodico e automatico e ricostruisce completamente la pagina. Se manca una persona in questa lista, sei pregato di non aggiungerla, ma accertati piuttosto che la sua voce biografica contenga il template Bio e che i dati anagrafici siano correttamente compilati. Se il template Bio manca, inseriscilo tu stesso o, in alternativa, metti l'avviso {{tmp\|Bio}} che ne segnala la mancanza. Se i dati riportati sono sbagliati, correggi direttamente la voce biografica; le modifiche saranno visibili in questa lista entro pochi giorni. Per chiarimenti vedi il progetto antroponimi. La lista contiene solo le 66 persone che sono citate nell'enciclopedia e per le quali è stato implementato correttamente il template Bio. Pagina aggiornata al 23 lug 2025. |

Questa è una lista di persone presenti nell'enciclopedia che hanno il cognome Long, suddivise per attività principale.

## Assassini seriali(1)
- Bobby Joe Long, serial killer e militare statunitense (Kenova, n. 1953 - Raiford, † 2019)

## Attori(5)
- Justin Long, attore statunitense (Fairfield, n. 1978)
- Matt Long, attore statunitense (Winchester, n. 1980)
- Richard Long, attore statunitense (Chicago, n. 1927 - Los Angeles, † 1974)
- Tom Long, attore statunitense (Boston, n. 1968 - † 2020)
- Walter Long, attore statunitense (Nashua, n. 1879 - Los Angeles, † 1952)

## Attori pornografici(1)
- Barrett Long, attore pornografico statunitense (California, n. 1982)

## Attrici(5)
- Audrey Long, attrice e modella statunitense (Orlando, n. 1922 - Virginia Water, † 2014)
- Jodi Long, attrice statunitense (Manhattan, n. 1954)
- Nia Long, attrice statunitense (New York, n. 1970)
- Sally Long, attrice e ballerina statunitense (Kansas City, n. 1901 - Newport Beach, † 1987)
- Shelley Long, attrice e comica statunitense (Fort Wayne, n. 1949)

## Attrici pornografiche(2)
- Angel Long, attrice pornografica britannica (Swindon, n. 1980)
- Ashley Long, ex attrice pornografica britannica (Londra, n. 1979)

## Calciatori(6)
- Aaron Long, calciatore statunitense (Oak Hills, n. 1992)
- Christopher Long, calciatore inglese (Huyton, n. 1995)
- George Long, calciatore inglese (Sheffield, n. 1993)
- Kevin Long, calciatore irlandese (Cork, n. 1990)
- Shane Long, ex calciatore irlandese (Gortnahoe, n. 1987)
- Terry Long, calciatore e allenatore di calcio inglese (Tylers Green, n. 1934 - † 2021)

## Calciatrici(1)
- Allie Long, calciatrice statunitense (Northport, n. 1987)

## Cestiste(1)
- Lisa Long, ex cestista statunitense

## Cestisti(7)
- Art Long, ex cestista statunitense (Rochester, n. 1972)
- Cameron Long, ex cestista statunitense (Palm Bay, n. 1988)
- Grant Long, ex cestista statunitense (Wayne, n. 1966)
- John Long, ex cestista statunitense (Romulus, n. 1956)
- Paul Long, ex cestista statunitense (Louisville, n. 1944)
- Shawn Long, cestista statunitense (Morgan City, n. 1993)
- Willie Long, ex cestista statunitense (Fort Wayne, n. 1950)

## Compositori(1)
- Zhou Long, compositore cinese (Pechino, n. 1953)

## Fotografi(1)
- Richard Long, fotografo e scultore britannico (Bristol, n. 1945)

## Giocatori di football americano(9)
- Chris Long, ex giocatore di football americano statunitense (Santa Monica, n. 1985)
- Howie Long, ex giocatore di football americano e attore statunitense (Charlestown, n. 1960)
- Hunter Long, giocatore di football americano statunitense (Exeter, n. 1998)
- Jake Long, ex giocatore di football americano statunitense (Lapeer, n. 1985)
- Jerome Long, giocatore di football americano statunitense (Riverside, n. 1990)
- Johnny Long, giocatore di football americano statunitense (South Orange, n. 1914 - Pemberton, † 1975)
- Kyle Long, giocatore di football americano statunitense (Ivy, n. 1988)
- R.J. Long, giocatore di football americano statunitense (Corpus Christi, n. 1989)
- Spencer Long, ex giocatore di football americano statunitense (Elkhorn, n. 1990)

## Lunghisti(1)
- Luz Long, lunghista e triplista tedesco (Lipsia, n. 1913 - Biscari, † 1943)

## Medici(1)
- Crawford Long, medico e farmacista statunitense (Danielsville, n. 1815 - Athens, † 1878)

## Musiciste(1)
- Vyvienne Long, musicista irlandese (Dublino)

## Nuotatrici(1)
- Jessica Long, nuotatrice statunitense (Irkutsk, n. 1992)

## Pallanuotisti(1)
- Huang Long, ex pallanuotista cinese (n. 1963)

## Pianiste(1)
- Marguerite Long, pianista e insegnante francese (Nîmes, n. 1874 - Parigi, † 1966)

## Poeti(1)
- Haniel Long, poeta e scrittore statunitense (Yangon, n. 1888 - Santa Fe, † 1956)

## Politiche(1)
- Naomi Long, politica britannica (Belfast, n. 1971)

## Politici(6)
- George S. Long, politico statunitense (Tunica, n. 1883 - Bethesda, † 1958)
- Gillis William Long, politico statunitense (Winnfield, n. 1923 - Washington, † 1985)
- Huey Pierce Long, politico statunitense (Winnfield, n. 1893 - Baton Rouge, † 1935)
- John Davis Long, politico statunitense (Buckfield, n. 1838 - Hingham, † 1915)
- Oren E. Long, politico statunitense (Altoona, n. 1889 - Honolulu, † 1965)
- Speedy Long, politico statunitense (Tullos, n. 1928 - Jena, † 2006)

## Pugili(2)
- Julius Long, pugile statunitense (Romulus, n. 1977)
- Stuart Long, pugile e presbitero statunitense (Seattle, n. 1963 - Helena, † 2014)

## Rapper(1)
- Kokane, rapper statunitense (Pomona, n. 1971)

## Scienziati(1)
- Jeffrey Long, scienziato e saggista statunitense (New York)

## Scrittori(2)
- Barry Long, scrittore australiano (n. 1926 - † 2003)
- Jeff Long, scrittore statunitense (Texas)

## Sollevatori(1)
- Long Qingquan, sollevatore cinese (Hongyan, n. 1990)

## Tenniste(1)
- Thelma Coyne Long, tennista australiana (Sydney, n. 1918 - † 2015)

## Tennisti(1)
- Colin Long, tennista e telecronista sportivo australiano (Melbourne, n. 1918 - Melbourne, † 2009)

## Tuffatori(1)
- Long Daoyi, tuffatore cinese (n. 2003)

## Velocisti(1)
- Maxie Long, velocista statunitense (Waverley, n. 1878 - New York, † 1959)

## Senza attività specificata(1)
- Theodore Long, statunitense (Birmingham, n. 1947)